# Elachanthus
Elachanthus là một chi thực vật có hoa trong họ Cúc (Asteraceae).

## Loài
Chi Elachanthus gồm các loài: